# Idu

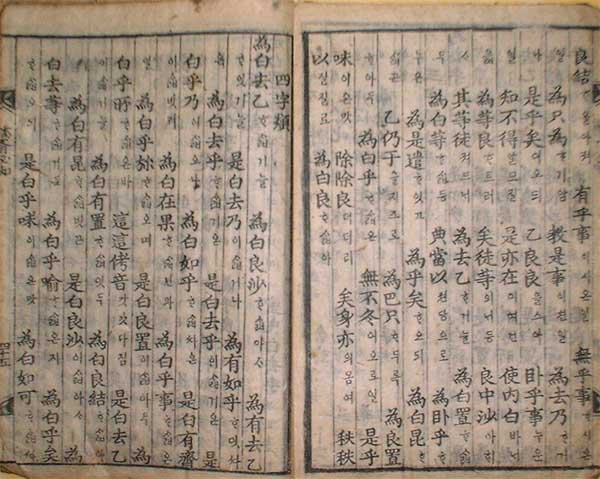
Página del yu seo pil ji (유서필지, 儒胥必知), un libro publicado por primera vez en 1872 el cual proporciona una guía detallada del sistema de escritura idu.

El Idu (Corea del Norte: 리두, Corea del Sur: 이두) es un arcaico sistema de escritura que representa el idioma coreano utilizando caracteres hanja.
Los coreanos conocían las letras fonéticas con el nombre de idu, esto era el resultado de la simplificación de los caracteres chinos. Las primeras transcripciones de lengua coreana datan de los siglos V-VI. El idu se utilizaba en los asuntos legales y procedimientos judiciales. En términos generales, se aplicaba para la transcripción de prosa. El idu era un complejo sistema de escritura que utilizaba algunos caracteres chinos como fonogramas para los sonidos y otros como ideogramas para los significados. Ambos se escribían y leían en el orden gramatical coreano, y pudo haber tenido poco sentido para un lector chino. Su resultado fue ineficiente e inconsistente, ya que había diversas formas silábicas de la lengua coreana que no podían ser representadas satisfactoriamente por este sistema. Aunque el Idu proveyó a los coreanos de un medio para dejar el registro escrito de su lengua, nunca fue ampliamente utilizado. Sin embargo, su uso continuó incluso después de la creación del Hunmin-jŏngŭm.